# Jagdgeschwader 6
6-я истребительная эскадра «Хорст Вессель» (нем. Jagdgeschwader 6 «Horst Wessel», (JG6)) — эскадра истребителей люфтваффе. Своё имя получила в наследство от эскадры тяжелых истребителей ZG26 «Horst Wessel», на основе которой проходила своё формирование, в честь нацистского активиста Хорста Весселя.
Эскадру сформировали в августе — сентябре 1944 года из штаба, I. и II./ZG26. 20 августа 1944 года сформированная первой группа II./JG6 была передислоцирован во Францию (Реймс), где за несколько дней напряженных боев была полностью разбита. В сентябре 1944 года группа была заново сформирована. Штаб и I./JG6 располагались на полевых аэродромах в предместьях Бонна. В ноябре 1944 года в состав JG6 включили группу I./JG5, переименованную в III./JG6. В конце года эскадра располагалась в Мекленбурге. В начале 1945 года она действовала с аэродромов в Великопольше (Вжесьня, Познань-Лавица, Щрем), III./JG6 располагалась в Верхней Силезии (Гливице). Окончание войны эскадра встретила в Чехии и Баварии.

## Состав эскадры

### Geschwaderkommodoren (командиры эскадры)
| командующий                   | период                          | примечания       |
| ----------------------------- | ------------------------------- | ---------------- |
| оберст-лейтенант Йохан Коглер | июль 1944 — 1 января 1945 года  |                  |
| майор Герхард Баркхорн        | 16 января — 10 апреля 1945 года | переведен в JV44 |
| майор Герхард Шёпфель         | 10 — 17 апреля 1945 года        |                  |
| майор Рихард Лепла            | 17 апреля — 8 мая 1945 года     |                  |

### Gruppenkommandeure I./JG6 (командиры группы I./JG6)
| командующий               | период                         | примечания |
| ------------------------- | ------------------------------ | ---------- |
| ?                         | ?                              |            |
| гауптман Вилли Эльстерман | 1 ноября 1944 — 2 февраля 1945 | погиб      |
| майор Отто Бертрам        | февраль 1945 — май 1945        |            |

### Gruppenkommandeure II./JG6 (командиры группы II./JG6)
| командующий               | период                          | примечания |
| ------------------------- | ------------------------------- | ---------- |
| гауптман Вилли Эльстерман | июль 1944 — 31 августа 1944     |            |
| майор Иоханес Науман      | 1 сентября 1944 — 30 марта 1945 |            |
| ?                         | ?                               |            |

### Gruppenkommandeure III./JG6 (командиры группы III./JG6)
| командующий                  | период                           | примечания                 |
| ---------------------------- | -------------------------------- | -------------------------- |
| гауптман Теодор Вейсенбергер | 14 октября — 24 ноября 1944 года | назначен командиром I./JG7 |
| майор Кюле                   | ноябрь 1944 — январь 1945 года   |                            |
| майор Курт Мюллер            | 21 января — 4 апреля 1945 года   |                            |